# Martí Casals Echegaray
Martí Casals Echegaray (Mendoza, Argentina; 1903 – Barcelona, España; 1983) fue un médico español de origen argentino.
Se licenció en Medicina en Barcelona en 1928. Desarrolló su carrera profesional como médico rural en los municipios de Santa Cristina de Aro, Castillo de Aro, Playa de Aro y Fenals (Bajo Ampurdán) desde 1934 hasta 1969. Fue un gran especialista en Neumología. Estableció su residencia en Sant Feliu de Guíxols.
Fue un médico de pueblo muy conocido y un gran defensor de la medicina humanista, apreciado y valorado por los grandes nombres de la medicina catalana como Josep Trueta i Raspall, A. Puigvert y Pedro Pons.
Se lo conocía popularmente como el médico payés de la vall d'Aro.

## Biografía
Martí Casals Echegaray nació en Mendoza (Argentina) el 18 de diciembre de 1903. De joven fue estudiar a Cataluña, primero en Igualada y después inició la carrera de Medicina (1922-1926) compaginando los estudios entre las facultades de Barcelona y Madrid. Se licenció en 1928.
De 1929 a 1932 regresó a Argentina donde trabajó en la zona rural de los campos petrolíferos de Salta asistiendo a la población indígena. Esta experiencia como médico rural fue decisiva para ser nombrado jefe del Servicio de Medicina del Hospital Carlos Ponce de Mendoza.
El 16 de marzo de 1934 volvió a Cataluña, concretamente a Castillo de Aro, para ocupar la vacante de médico de pueblo que dejaba el Dr. Josep Mª Rubió. A partir de esta fecha y durante más de 30 años estuvo al servicio de los habitantes del Valle de Aro (Santa Cristina de Aro, Castillo de Aro, Playa de Aro y Fenals) y de los de las masías de la comarca. Abrió dos consultorios propios: uno en Sant Feliu de Guíxols, en la calle Maragall, y el segundo en Castillo de Aro.
Se casó con Adela Caus Bosch y tuvo tres hijos, dos niñas, Adela y Mª Lluïsa, y un niño, Pau.
El Dr. Martí Casals ejerció la medicina en plena posguerra española. Fue un periodo donde la escasez de alimentos, las restricciones energéticas y en definitiva las malas condiciones de vida facilitaron la aparición de enfermedades como la tuberculosis, el tifus y las dolencias venéreas.
Interrogaba de manera exhaustiva a sus pacientes. Se proveyó de un utillaje y de aparatos médicos propios para asistir a los enfermos y actualizaba sus conocimientos a través de contactos, bibliografía y revistas especializadas. No contaba con las ayudas que existían en las ciudades. En este sentido fue importantísima la colaboración que mantuvo el Dr. Casals con los farmacéuticos Sixt Ruscalleda y su hijo Narcís Ruscalleda, curando, con tratamientos médicos muy ingeniosos y fórmulas magistrales, a mucha gente de la Vall d'Aro, en unos momentos en que faltaban antibióticos para hacer frente a las neumonías y la tuberculosis.
El trabajo incansable del Dr. Casals y la experiencia al tratar estas dolencias respiratorias fueron decisivos para que acabara siendo un gran especialista en neumología. Trataba igual a todo el mundo, sin distinción de clases, tanto a la persona del barrio marginal de Sant Feliu como al eminente intelectual o a la personalidad de la realeza europea que pasaba sus vacaciones en el Hotel La Gavina de S'Agaró, en plena Costa Brava, donde estaba contratado.
Uno de los pacientes que trató el Dr. Martí Casals en 1946, a raíz de una leve indisposición, fue el Dr. Robert Macintosh, invitado por el Dr. Josep Soler Roig a pasar unos días de descanso en la costa.
El Dr. Macintosh era catedrático de anestesiología de la Universidad de Oxford y se le considera el padre de la anestesiología moderna. Ambos personajes simpatizaron rápidamente. El Dr. Macintosh quedó sorprendido por la figura discreta y espontánea del Dr. Casals, carácter que no tenía nada que ver con ningún médico que hubiera conocido hasta la fecha. La sencillez de Casals y el trato exquisito que ofrecía a sus pacientes campesinos y pescadores, tan alejados de la clase burguesa a la que solía tratar el doctor inglés, y el trabajo ingente que el médico catalán hacía con tan pocos medios, lo sedujeron. El Dr. Casals, por otra parte, quedó impresionado por los amplios conocimientos del Dr. Macintosh y también por su personalidad; tanto, que quiso que sus tres hijos estudiaran Medicina y se especializaran en Anestesiología y reanimación.
Nacería tiempo después la que se conoce como la saga de los anestesiólogos Casals Caus.
En 1955 el Dr. Casals fue nombrado Inspector Municipal de Sanidad de Castillo de Aro. Su tarea era informar de las prácticas adecuadas para la salud de las personas y alertar de las que se hacían inadecuadamente. Al año siguiente, en 1956, formó parte del equipo médico de la plaza de toros de Sant Feliu junto con su hija Adela, anestesióloga, y el cirujano Jordi Olsina.
Casals ejerció la medicina hasta 1969, obligado a dejarla debido a la enfermedad de Parkinson que sufría. En 1974 se instaló en casa de su hijo Pau en Barcelona donde vivió hasta la vigilia de Navidad de 1983, fecha de su muerte.

## Legado
El 7 de enero de 2002 Pau Casals Caus y Montserrat Castells hicieron donación al Museo de Historia de Sant Feliu de Guíxols del conjunto de objetos médicos y otro material que había comprado y utilizado el Dr. Casals en el ejercicio de su profesión.
La donación contiene un total de 850 piezas de las cuales 224 son mobiliario y 626 son instrumentos médicos. Esta colección se conserva en el Museo, concretamente en el Espai del Metge i de la Salut Rural, que se creó en 2005. Se trata de un centro de referencia en cuanto al patrimonio dedicado a la salud y a la medicina en el mundo rural. La donación también consta de 170 documentos en formato libro que se conservan en el Archivo Municipal de Sant Feliu de Guíxols.
El hecho que el Dr. Casals dispusiera de consultorios propios fue decisivo para que la colección sea hoy una realidad. El trabajo aislado del médico rural respecto a los hospitales de las ciudades determinó que adquiriera de manera privada aparatos y utillaje para realizar su labor, en algunos casos hasta dos copias para tener recambios.
Los aparatos médicos de la colección corresponden a doce especialidades diferentes: anestesiología, cirugía y transfusiones, farmacéutica y laboratorio, ginecología y obstetricia, medicina general, medicina interna, odontología, oftalmología, otorrinolaringología, neumología, traumatología y urología.

## Homenajes
El Dr. Martí Casals fue un personaje emblemático de la Vall d'Aro, recordado y respetado por mucha gente. Las instituciones municipales de la Vall d'Aro lo han homenajeado poniendo su nombre a dos calles: una en Santa Cristina de Aro y la otra en Sant Feliu de Guíxols. También da nombre al Centro de Atención Primaria Martí Casals de Santa Cristina d'Aro y a la Cátedra Martí Casals de Medicina y Salud en el Ámbito Rural de la Universidad de Gerona.